# Nyctibora mexicana
Nyctibora mexicana är en kackerlacksart som beskrevs av Henri Saussure 1862. Nyctibora mexicana ingår i släktet Nyctibora och familjen småkackerlackor. Inga underarter finns listade i Catalogue of Life.